# Steele Bishop
Steele Roy Bishop (nascido em 29 de abril de 1953) é um ex-ciclista australiano e campeão mundial. Era especialista em provas de pista, especificamente na perseguição.
Em 1972, aos 19 anos de idade, ainda como um ciclista amador, Bishop representou a Austrália na prova dos 4000 m perseguição por equipes nos Jogos Olímpicos de Munique, na União Soviética.